# 宮崎毅
宮﨑 毅（みやざき つよし、1931年（昭和6年）12月16日 - ）は、三菱倉庫相談役。日本の港湾行政の実力者として活躍し、港湾行政の発展に尽力した。

## 略歴
- 1953年（昭和28年）3月：東京大学法学部卒業
- 1953年（昭和28年）4月：三菱倉庫株式会社入社
- 1983年（昭和58年）6月：三菱倉庫株式会社取締役
- 1987年（昭和62年）6月：三菱倉庫株式会社代表取締役及び常務取締役
- 1990年（平成2年）3月：三菱倉庫株式会社代表取締役及び取締役社長
- 1998年（平成10年）6月：三菱倉庫株式会社代表取締役及び取締役会長
- 2003年（平成15年）6月：三菱倉庫株式会社相談役
- 2003年（平成15年）6月：日本郵船株式会社監査役
- 2004年（平成16年）8月：信越半導体株式会社監査役
- 2007年（平成19年）6月：信越化学工業株式会社取締役

## その他役職
- 社団法人日本港湾福利厚生協会会長
- 社団法人日本港運協会副会長
- 社団法人国際港湾貨物物流協会副会長
- 財団法人港湾運送近代化基金理事
- 財団法人キリン福祉財団評議員
- FEC民間外交推進協会副会長
- 財団法人三菱経済研究所監事

## 栄典
- 2003年（平成15年）11月 旭日中綬章受章[1]